# Adrian Ghenie
Adrian Ghenie, né le 13 août 1977 à Baia Mare, est un peintre roumain.

## Biographie
Fils d'un dentiste, Adrian Ghenie étudie les beaux-arts à l'école d'arts et métiers de Baia Mare entre 1991 et 1994. Il est diplômé en art et design à l'université d'Art et Design de Cluj-Napoca en 2001.
En 2005, il cofonde plan Galeria B à Cluj, en collaboration avec Mihai Pop, un espace de production et d'exposition d'art contemporain. En 2008, le plan B ouvre un nouvel espace d'exposition permanente à Berlin.
Depuis 2006, son travail a été largement présenté dans des expositions collectives et individuelles, notamment à la Tate Liverpool, à Denver en 2012 et New York en 2013.
En 2012, la Fondation du Palazzo Strozzi à Florence confronte ses œuvres à celle de Francis Bacon. Il représente la Roumanie à la 56e Biennale de Venise en 2015.
Adrian Ghenie partage son temps entre Cluj-Napoca, Berlin et Londres.

## Style et technique
En plus des outils traditionnels du peintre — pinceaux ou brosses —, Ghenie travaille au couteau à palette et à la spatule combinés avec des pochoirs. Il peint les portraits de célébrités du XXe siècle, avec une prédilection pour les dictateurs, qui apparaissent dans son travail rongés, réduits, estompés et tachés. Il peint souvent ses tableaux d'après des compositions à base de photo-collages.
Son style pictural a été comparé à celui de Francis Bacon.

## Œuvres

### Sélection
- The Fake Rothko, 2010, huile sur toile
- Pie Fight, huile sur toile, 420 × 260 cm
- Duchamp's Funeral, huile sur toile, 200 × 300 cm
- Lidless eye
- Self portrait as monkey
- Self portrait, 2015
- Pic-nic, 2015, huile sur toile, 180 × 300 cm

### Dans les collections publiques
- Anvers, musée d'art contemporain
- Gand, musée municipal d'art actuel
- Los Angeles :
  - Hammer Museum
  - musée d'art contemporain
- Paris, musée national d'Art moderne
- San Francisco, musée d'art moderne

## Expositions
- 2006
  - If You Open It You Get Dirty, Galeria Plan B, Cluj, Romania, 16 octobre - 10 novembre 2006
- 2007
  - Dig and Hide, Chung King Project, Los Angeles, 2007
  - The Shadow of a Daydream, Haunch of Venison, Zurich, 15 novembre 2007 – 12 janvier 2008 (catalogue)
  - They Say This Place Does not Exist, Wohnmaschine, Berlin, 22 juin - 28 juillet 2007
- 2008
  - The Flight into Egypt, Nolan Judin, Berlin, 1er novembre – 20 décembre 2008
  - Works on Paper, Galeria Plan B, Berlin, 31 octobre – 20 décembre 2008
  - Tim Van Laere Gallery, Anvers, 13 mars – 3 mai 2008
- 2009
  - Rainbow at dawn, Tim Van Laere Gallery, Anvers, 3 décembre 2009 – 16 janvier 2010 (catalogue)
  - National Museum of Contemporary Art (M.N.A.C.), Bucarest, 19 novembre 2009–24 janvier 2010
  - Darkness for an Hour, Haunch of Venison, Londres, 15 mai–25 juillet 2009
- 2010
  - Stedelijk Museum voor Actuele Kuns (S.M.A.K.), Gand, 3 décembre 2010 – 27 mars 2011
  - The Hunted, Nolan Judin, Berlin, 11 septembre – 23 octobre 2010
  - Mihai Nicodim Gallery, Los Angeles, 23 janvier–6 mars 2010
- 2011
  - Haunch of Venison, Londres, 8 septembre – 8 octobre 2011
  - Tim Van Laere Gallery, Anvers, 27 janvier – 12 mars 2011
- 2012
  - Pie-Fights and Pathos, Museum of Contemporary Art, Denver, 21 septembre 2012–13 janvier 2012 (brochure)
- 2013
  - New Paintings, Pace Gallery, 534 West 25th Street, New York, 8 mars - 4 mai 2013 (catalogue)
- 2014
  - CAC Málaga, Centro de Arte Contemporáneo, Málago, 12 décembre 2014–8 mars 2015 (catalogue)
  - Golems, Pace London, Londres, 12 juin–26 juillet 2014 (catalogue)
  - Berlin Noir, galerie Judin, Berlin, 1er mai–28 juin 2014
  - Tim Van Laere Gallery, Anvers, 27 mars–10 mai 2014 (catalogue)
- 2015
  - Galerie Thaddaeus Ropac, Paris, 22 octobre 2015 - 21 novembre 2015
  - Mihai Nicodim Gallery, Los Angeles, 18 avril – 2 juin 2015
  - Adrian Ghenie’s Darwin Room, 56e exposition d'art international, Biennale de Venise, pavillon roumain, Venise, 9 mai – 22 novembre 2015
  - I will go there, take me home, The MAC, Belfast, 8 mai - 26 juillet 2015
- 2018
  - Jungles in Paris, galerie Thaddaeus Ropac, Paris, 28 avril - 16 juin 2018
- 2020
  - Nevermore, galerie Tajan, Paris, 9 octobre - 30 octobre 2020

## Cote
En juin 2014, sa peinture The Fake Rothko est vendue pour 1 426 000 £ chez Sotheby's Londres.

#### Monographies
- [GISBOURNE-JUDIN 2014] (en) Mark Gisbourne et Juerg Judin, Adrian Ghenie, Juerg Judin, 2014, 172 p. (ISBN 978-3-7757-3674-9)
- Yannick Haenel, Adrian Ghenie : Déchaîner la peinture, Actes Sud, 2020

#### Catalogues d'exposition
- [LLOYD-SHARP 2014] (en) Christopher Lloyd et Jasper Sharp, Adrian Ghenie, Pace London, 2014, 64 p. (ISBN 9781909406124).

#### Conversations
- Michael Peppiatt, Conversations avec Adrian Ghenie, Échoppe, 2021

#### Articles de presse
- [SBARCIU 2013] (ro) Ioan Sbarciu, « ATAC la Şcoala De Pictura băimăreană. Un sbârcit-o! », Gazeta de Maramures,‎ 19 mars 2013 (lire en ligne).
- [GOMMEL 2013] (en) Stefanie Gommel, « The Dark Side of Art », Hatje Cantz Magazine,‎ 4 novembre 2013 (lire en ligne).
- [WRIGHT 2014] (en) Karen Wright, « Adrian Ghenie, painter: 'You cannot paint this with a brush. It's simply the result of an accident' », The Independent,‎ 5 juin 2014 (lire en ligne).
- [BOITTIAUX 2020] Inès Boittiaux, « Adrian Ghenie et Edgar Allan Poe : fantastique tête-à-tête », Beaux Arts,‎ 14 octobre 2020 (lire en ligne)